# Uti possidetis
Uti possidetis (лат. „оно што имате”) је принцип у међународном праву, по којем сукобљене стране задржавају оно што имају у тренутку прекида сукоба, осим ако уговором није другачије назначено. Јавља се у две форме:
- Uti possidetis juris, принцип по којем свако задржава оно што му припада по закону.
- Uti possidetis de facto, принцип по којем свако задржава оно што тренутно држи под војном контролом.

## Примери употребе

### СФР Југославија
Арбитражна комисија на челу са Робером Бадентером се у својој одлуци везаној за унутрашљи сукоб у СФРЈ позвала на овај принцип. У мишљењу број 2, став 1. комисија је искористила uti possideti juris и нагласила да се према том принципу ни под којим околностима не смеју мењати границе, постојеће у тренутку стицања независности.